# Chionodes apolectella
Chionodes apolectella is een vlinder uit de familie tastermotten (Gelechiidae). De wetenschappelijke naam is voor het eerst geldig gepubliceerd in 1900 door Walsingham.
De soort komt voor in Europa.